# Кундска култура
Кундска култура је било мезолитско друштво ловаца-скупљача које је постојало на подручју балтичке шумске зоне од Летоније до северне Русије. На основу археолошких истраживања и коришћењем методе радиоактивног угљеника процењена је старост културе на период између 8. и 5. миленијума пре нове ере. Име је добила по естонском граду Кунди (налази се на око 110 km источно од Талина, на обали Финског залива) у близини ког су откривени први археолошки локалитети из тог периода.
Најстарије и најпознатије насеље из овог периода је локалитет Пули, на десној обали реке Парну. Пули је званично најстарије насеље на територији Естоније. Већина насеља из овог периода налазила се на обалама река, језера и у ивичним подручјима мочвара, на рубовима шума. Становништво се бавило интензивним ловом на лосове у унутрашњости и на фоке у приобаљу, а постоје и докази о кориштењу припитомљених ловачких паса приликом лова.
Претходила јој је Свидеријанска, а наследила је Нарвска култура.